# هيوليث
الهيوليث (الاسم العلمي:†Hyolithes) هو جنس من الرخويات المنقرضة يتبع فصيلة الهيوليثات من رتبة الهيوليثيات.